# Iván Kovács
Iván Kovács (* 8. února 1970 Budapešť, Maďarsko) je bývalý maďarský sportovní šermíř, který se specializoval na šerm kordem. Maďarsko reprezentoval od roku 1990 dlouhých 18 let. Startoval na pěti olympijských hrách v letech 1992, 1996, 2000, 2004 a 2008. V soutěži jednotlivců byl nejblíže olympijské medaili v roce 1996, když prohrál souboj o třetí místo. V soutěži jednotlivců je jeho největším úspěchem titul mistra Evropy z roku 2006. Patřil k oporám maďarského družstva kordistů, se kterým vybojoval stříbrnou olympijskou medaili v roce 1992 a 2004 a v letech 1998 a 2001 získal s družstvem kordistů titul mistra světa.